# Антирелигиозный музей
Антирелигио́зный музе́й — тип общественного учреждения научно-просветительской направленности (музей), задачей которого являлось на основании марксистско-ленинского учения о религии и в борьбе с ней отобразить с помощью исторических памятников, документов, художественных произведений историю религии и атеизма, эксплуататорскую и антинаучную сущность любой религии.
Открытиям антирелигиозных музеев в СССР предшествовали антирелигиозные выставки, на которых демонстрировались изъятые из церквей и обителей мощи во время кампании вскрытия мощей начала 1919—1920 годов. После прекращения богослужений во многих церквях пустующие здания становятся местом размещения антирелигиозных музеев.

## Хронология
1 декабря 1925 года открылся Брянский антирелигиозный музей.
В начале 1927 года открылся Центральный антирелигиозный музей в Москве, в 1929 году переехавший в Страстной монастырь.
В 1927 году был открыт Антирелигиозный музей на территории Ипатьевского монастыря в Костроме.
В 1927 году количество антирелигиозных музеев — 11 и 4 антирелигиозных отделения при музеях различного профиля.
В 1929 году подвергся реорганизации Донской музей-монастырь в Москве, перепрофилированный в Антирелигиозный музей искусств.
К 1929 году в СССР было открыто тридцать антирелигиозных музеев, в большинстве случаев располагавшихся в бывших храмах. В это время антирелигиозные музеи действовали в Киеве, Симферополе, Пензе, Одессе, Иванове, Баку, Брянске. 
В 1930 году открылся Антирелигиозный музей в Покровском соборе в Воронеже, в нём под куполом был подвешен маятник Фуко.
12 апреля 1931 года в Исаакиевском соборе Ленинграда был открыт Антирелигиозный музей.
В 1931 году было издано Постановление коллегии Наркомпроса об антирелигиозном музейном строительстве, которое заставило музеи реформировать свои научные планы и экспозиции.
В 1931 году году было 77 антирелигиозных музеев и антирелигиозных отделения (на Украине — 17, на Урале — 12, в Белоруссии — 6).
15 ноября 1932 года состоялось открытие Государственного музея истории религии и атеизма в Казанском соборе Ленинграда.
В 1933 году году было 80 антирелигиозных музеев и антирелигиозных отделения.
К 1941 году Антирелигиозный музей, расположившийся в Одигитриевском соборе, выделился из состава Бурятского республиканского краеведческого музея в Улан-Удэ.
Во время войны отдельные антирелигиозные музей, в Ялте, Керчи, Симферополе, были полностью разграблены оккупантами, Центральный антирелигиозный музей  в Симферополе немцы использовали под конюшню, а затем под гараж. 
4 сентября 1943 года, во время ВОВ, И. В. Сталин, в присутствии В. М. Молотова, Л. П. Берии и Г. Г. Карпова, встретился с иерархами Русской православной церкви: Сергием (Старогородским), Николаем (Ярушевичем), Алексеем (Симанским) и произошли изменения во внутренней религиозной политике советского государства, религиозная пропаганда была приостановлена, Союз воинствующих безбожников был распущен, антирелигиозные музеи были закрыты.